# Supergrup del Karoo

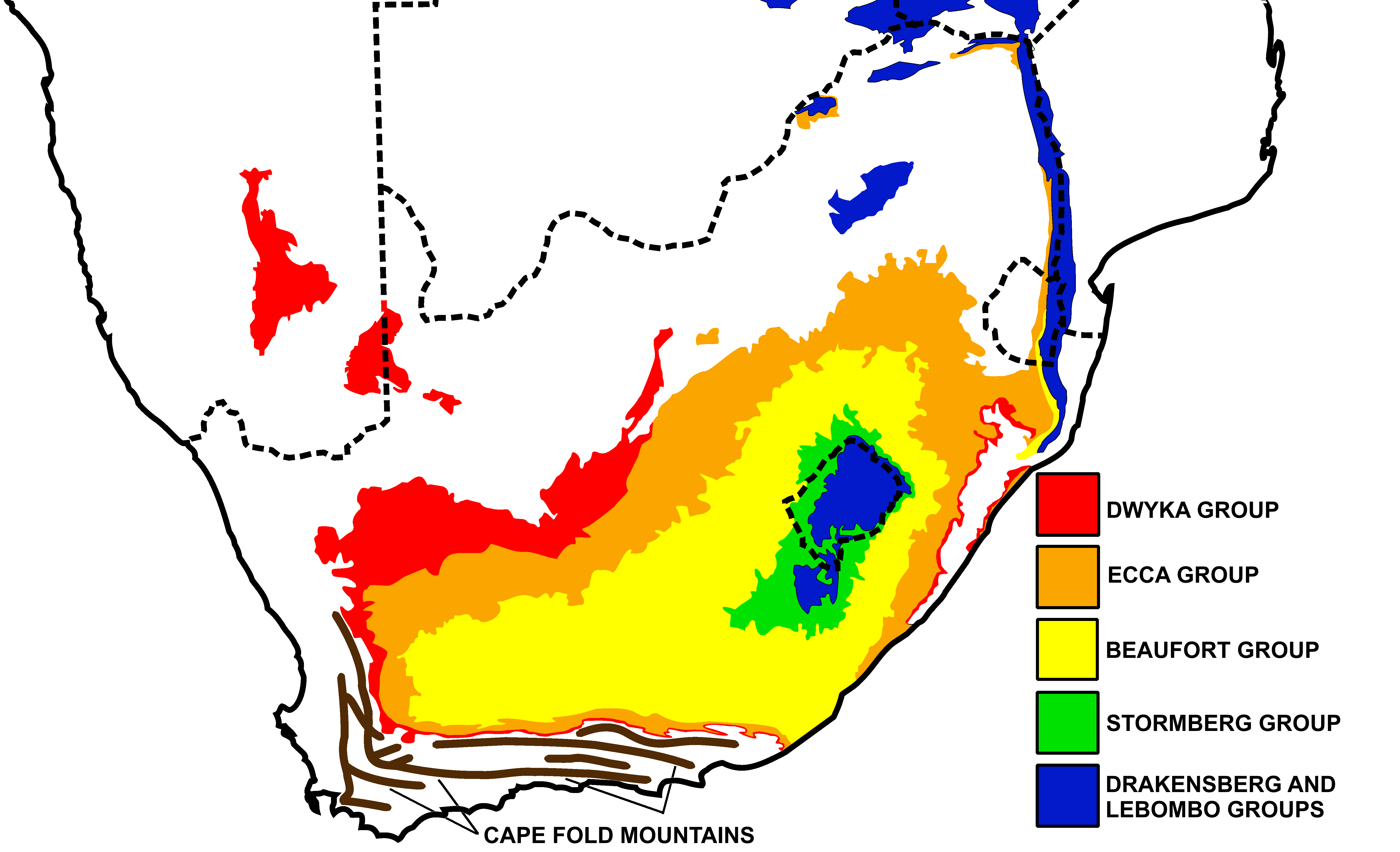
Mapa geològic esquemàtic dels afloraments de les roques del supergrup del Karoo al sud d'Àfrica. La ubicació i estructura aproximada de les muntanyes del Plec del Cap també s'indiquen esquematitzades com a referència

El supergrup del Karoo és la unitat estratigràfica més estesa a Àfrica al sud del desert de Kalahari. El supergrup és una seqüència d'unitats, en la majoria d'origen no marí, dipositades entre el Carbonífer superior i el Juràssic primerenc, un període d'uns 120 milions d'anys.
Al sud d'Àfrica, les roques del supergrup del Karoo cobreixen quasi dos terços de la superfície terrestre actual, incloses Lesotho, gairebé tota la província de l'Estat Lliure i grans parts del Cap Oriental, Cap Nord, Mpumalanga i la província de KwaZulu-Natal de Sud-àfrica. Alguns afloraments del supergrup Karoo també es troben a Namíbia, Swazilàndia, Zàmbia, Zimbàbue i Malawi, així com en altres continents que formaren part de Gondwana. Les conques on es diposità es formaren durant la creació i ruptura de Pangea. La zona tipus del supergrup Karoo és el Gran Karoo de Sud-àfrica, on es veuen els afloraments més extensos de la seqüència. Els seus estrats, que consisteixen principalment de lutita i gres, registren una seqüència quasi contínua de deposició glacial marina a terrestre des del carbonífer tardà fins al juràssic primerenc. Aquests s'acumularen en una conca en retroarc, la conca "Karoo principal". Aquesta conca es formà per la subducció i orogènesi al llarg de la frontera sud del que finalment seria l'Àfrica austral, al sud de Gondwana. Els seus sediments arriben a una espessor acumulada màxima de 12 km, amb les laves basàltiques suprajacents (el grup Drakensberg) d'almenys 1,4 km d'espessor.
Els fòssils inclouen plantes (macrofòssils i pol·len), insectes rars i peixos, tetràpodes comuns i diversos (principalment rèptils teràpsids, amfibis temnospòndils i dinosaures de l'estrat superior) i icnofòssils. La seua bioestratigrafia s'utilitza com a estàndard internacional per a la correlació global dels estrats no marins del Permià amb el Juràssic.

## Origen geològic

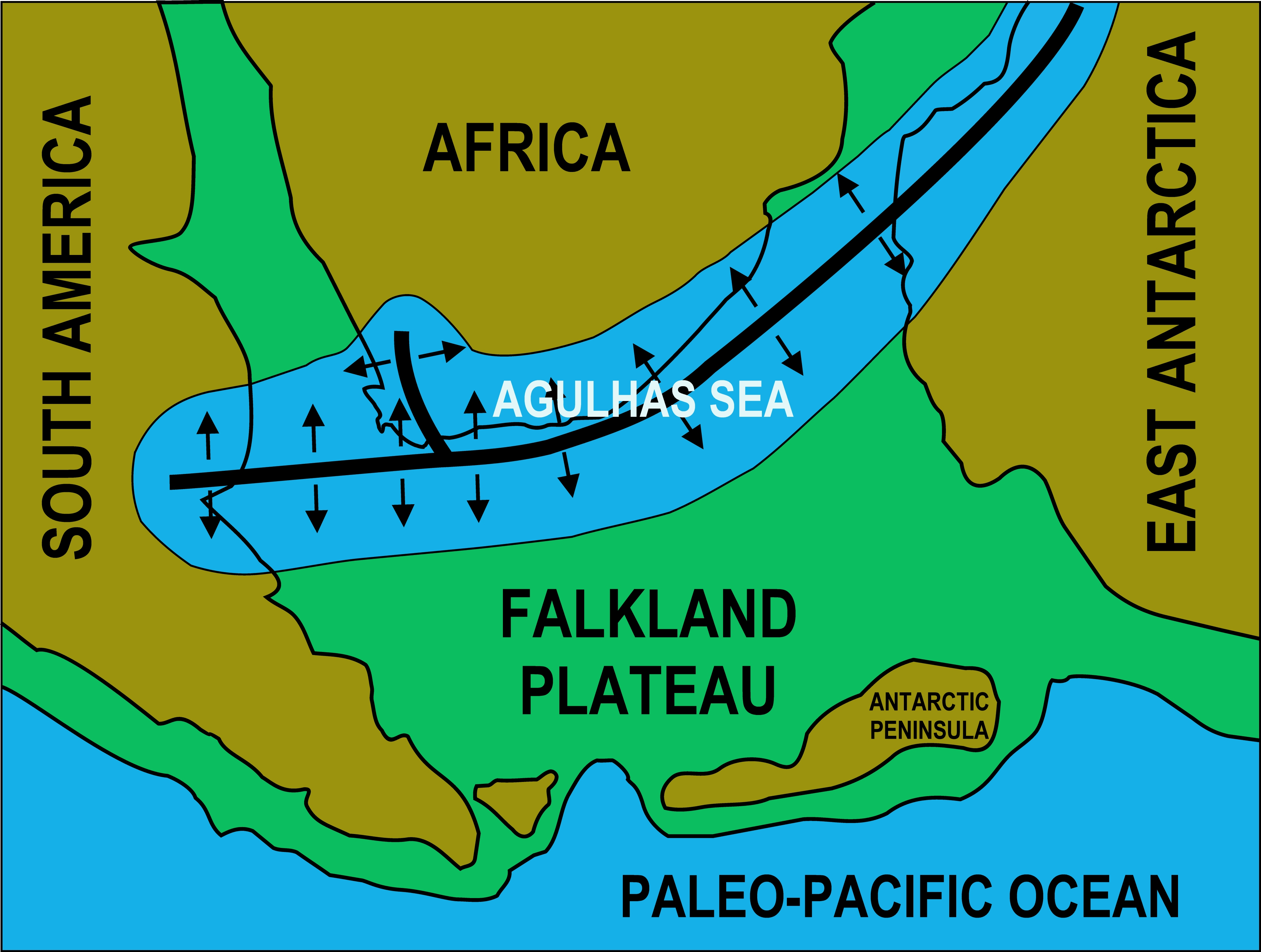
El sud de Gondwana durant els períodes Cambrià i ordovicià. Els continents de hui en què aquest supercontinent se separà s'indiquen en color marró.S'hi feu una esquerda fa uns 510 milions d'anys, separant el sud d'Àfrica de l'altiplà de les Malvines. Les inundacions de l'esquerda formaren el mar d'Agulles. Els sediments que s'acumularen en aquest mar poc profund es consolidaren per formar el supergrup Cap de roques, que en l'actualitat formen el Cinturó del Plec del Cap. Aquest sector de Gondwana probablement estava situat al costat oposat del pol Sud pel que fa a la posició actual d'Àfrica, però l'orientació es presenta com si Àfrica hagués estat en la posició actual.

Una línia temporal de la història geològica de la Terra, amb èmfasi en els esdeveniments al sud d'Àfrica. El bloc verd amb l'etiqueta K indica quan es diposità el supergrup del Karoo, en relació amb el supergrup Cap C, immediatament abans. La W indica quan s'establí el supergrup Witwatersrand, molt més anterior. El gràfic també indica el període durant el qual hi hagué formacions de pedra de ferro en bandes a la Terra, indicadores d'una atmosfera lliure d'oxigen. L'escorça terrestre es fongué totalment o parcial durant l'eó hadeà, per tant, les roques més antigues de la Terra tenen menys de 4.000 milions d'anys. Un dels primers microcontinents que es formà fou el CrRaton Kaapvaal, que constitueix la base de la part nord-est del país. El muntatge i la ruptura de Gondwana són, en termes d'història geològica de la Terra i de Sud-àfrica, esdeveniments relativament recents

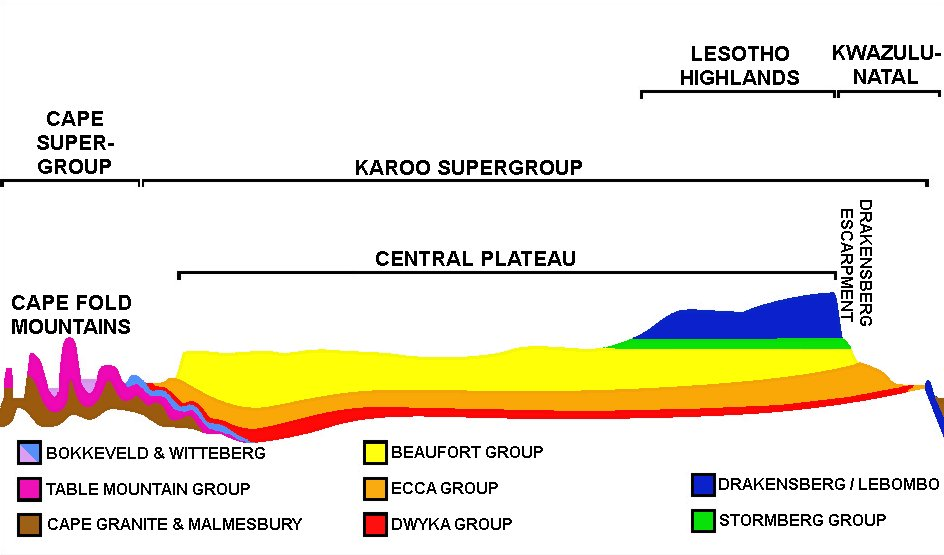
Cort geològica aproximada SO-NE de Sud-àfrica, amb la península del Cap (amb la Table Mountain) a l'esquerra, i KwaZulu-Natal al nord-est a la dreta. En forma d'esquema i sense escala. El codi de color del supergrup del Karoo és el mateix que en la il·lustració superior